# Benecke (Familienname)
Benecke ist ein deutscher Familienname.

## Namensträger
- Andrea Benecke (* 1961), deutsche Psychologin und Psychotherapeutin
- Bernd Benecke (* 1963), deutscher Hörfilm-Redakteur
- Berthold Benecke (1843–1886), deutscher Ichthyologe
- Boris Benecke (* 1976), Schweizer Koch
- Carl Adolph Benecke (1804–1851), deutscher Hofapotheker und Landtagsabgeordneter
- Christian Daniel Benecke (1768–1851), deutscher Kaufmann und Bürgermeister
- Christina Benecke (* 1974), deutsche Volleyballspielerin
- Cord Benecke (* 1965), deutscher Psychologe, Psychotherapeut, Psychoanalytiker und Psychotherapieforscher
- Emil Benecke (1898–1945), deutscher Schwimmer und Wasserballspieler
- Erich Benecke (1907–1955), deutscher Pathologe und Hochschullehrer
- Ernst Wilhelm Benecke (1838–1917), deutscher Geologe und Paläontologe
- Felix Benecke (Lebensdaten unbekannt), 1852 bis 1858 Fotograf im Nahen Osten
- Friedrich Wilhelm von Benecke (1752–1793), Kammergerichtsrat
- Georg Friedrich Benecke (1762–1844), deutscher Philologe
- Günter Benecke (* 1923), deutscher Architekt
- Günther Benecke (* 1923), deutscher Segler
- Hans Benecke (1910–2000), deutscher Buchhändler
- Heinz-Martin Benecke (* 1938), deutscher Schauspieler und Liedermacher
- Lydia Benecke (* 1982), deutsche Kriminalpsychologin und Autorin
- Mark Benecke (* 1970), deutscher Kriminalbiologe und Spezialist für forensische Entomologie
- Martina Benecke (* 1967), deutsche Rechtswissenschaftlerin
- Norbert Benecke (* 1954), deutscher Archäozoologe
- Oskar Benecke (1874–1957/60), deutscher Schulrektor, Heimatforscher, Naturschützer und Archivpfleger
- Otto Benecke (Heimatforscher) (1869–1942), deutscher Pädagoge und Heimatforscher
- Otto Benecke (Unternehmer) (1895–1970), deutscher Unternehmer und Verbandsfunktionär
- Otto Benecke (Ministerialbeamter) (1896–1964), deutscher Verwaltungsjurist, Ministerialbeamter und Kulturfunktionär
- Otto Benecke (Politiker) († 1960), deutscher Verbandsfunktionär und Politiker, MdV
- Pia Benecke (* 1988), deutsche Fußballspielerin
- Rainer Benecke (* 1952), deutscher Politiker (Die Linke)
- Reiner Benecke (1949–2017), deutscher Neurologe
- Theodor Benecke (Heimatforscher) (1870–1929), deutscher Heimatforscher
- Theodor Benecke (Physiker) (1911–1994), deutscher Physiker
- Werner Benecke (* 1964), deutscher Historiker
- Wilhelm Benecke (Schriftsteller) (1776–1837), deutscher Schriftsteller
- Wilhelm Benecke (Unternehmer) (1797–1827), deutscher Unternehmer
- Wilhelm Benecke (Pflanzenphysiologe) (1868–1946), deutscher Botaniker
- Wilhelm Benecke (Politiker) (1883–1962), deutscher Politiker (DVP, FDP/LDP)
- Wilhelm Christian Benecke von Gröditzberg (1779–1860), deutscher Kaufmann und Bankier